# Martha Steinert
Martha Anna Karoline Steinert (* 28. Oktober 1882 in Düsseldorf; † 13. Juni 1967 in Kaiserswerth) war eine deutsche Pädagogin für den Deutschunterricht und Schulbuchautorin.
Die Lehrertochter besuchte von 1899 bis 1902 das Lehrerinnenseminar in Droysig bei Weißenfels und arbeitete dann als private Erzieherin in Wetter an der Ruhr bis 1905. Dann wurde sie Seminarlehrerin in verschiedenen preußischen Lehrerinnenseminaren und studierte an der Universität Göttingen Germanistik, Philosophie und Geschichte bis zur Staatsprüfung 1913. Darauf unterrichtete sie in Augustenburg in Nordschleswig bis 1920, nach dessen Abtretung an Dänemark in Schleswig. Von 1925 an war sie Studienrätin an der Deutschen Oberschule in Schleswig (Lornsenschule) und wurde 1926 zur Dozentin an der neu gegründeten Pädagogischen Akademie in Kiel unter Ulrich Peters berufen, die 1933 zur Hochschule für Lehrerbildung wurde. 1927 wurde sie dort zur Professorin für Deutsch und die Methodik des Deutschunterrichts ernannt. 1939 ging sie nach der Schließung Kiels an die HfL Hannover, die 1941 zur Lehrerbildungsanstalt ausschließlich für Frauen wurde. Ab 1946/47 lehrte sie wieder als Professorin an der Pädagogischen Hochschule Kiel Methodik des Deutschunterrichts, von 1949 bis 1951 hatte sie erneut einen Lehrauftrag. Im Mai 1957 zog sie in ein evangelisches Altersheim in Kaiserswerth, wo sie bis zum Tod lebte.
Sie gab viele Sprachbücher für den Deutschunterricht an Volksschulen bis in die 1960er Jahre heraus, darunter das sehr verbreitete „Mein Sprachbuch“.
Steinert unterzeichnete im November 1933 das Bekenntnis der deutschen Professoren zu Adolf Hitler, trat 1937 in die NSDAP ein und war Mitglied im NS-Lehrerbund.

## Schriften
- Die altisländische Sagadichtung in der Volksschule, 1936
- Spracherziehung in der Volksschule, Schroedel, Hannover 1950
- Mein Sprachbuch: Wege zur Selbsttätigkeit u. Differenzierung im muttersprachlichen Unterricht, mit Otto Holm, Hannover-Darmstadt 1956